# Gave d'Oloron
El Gave d'Oloron es un río del suroeste de Francia. 
Toma su nombre de la localidad de Oloron-Sainte-Marie, donde se forma a partir de los ríos Gave d'Aspe y Gave d'Ossau. Se une al Gave de Pau en Peyrehorade para formar los Gaves réunis, un afluente del río Adur. El Gave d'Oloron se utiliza para la pesca. El río tiene 148 kilómetros de largo, incluyendo sus ríos de origen, el Gave d'Ossau y el Gave du Brousset.
El Gave d'Oloron fluye a través de los siguientes departamentos y localidades:
- Pirineos Atlánticos: Oloron-Sainte-Marie, Sauveterre-de-Béarn.
- Landas: Peyrehorade.